# Jason Momoa
Joseph Jason Namakaeha Momoa (Honolulu, Hawaii, 1979. augusztus 1. –) hawaii-i színész és modell. 
Jason Ioane szerepében debütált a Baywatch Hawaii (1999-2001) című akciódráma sorozatban, majd Ronon Dexet alakította a Csillagkapu: Atlantisz (2005-2009) sci-fi sorozatában, illetve Khal Drogo vezért az HBO Trónok harca (2011-2012) fantasysorozának első két évadában. Ezt követően főszerepet játszott a Discovery Channel-en sugárzott Az északi határvidék (2016-2018) című történelmi drámasorozatban és a See (2019-2022) sci-fi drámasorozatban.
2016 óta a DC Comics különböző alkotásaiban tűnik fel, először Aquamant alakította a DC-moziuniverzum (2016-2023) című filmjeiben. Emellett Duncan Idahót formálta meg a Dűne című sci-fi filmben (2021), valamint szerepelt a Halálos iramban 10. (2023) és az Egy Minecraft film (2025) sikerfilmekben.

## Élete
1979. augusztus 1-jén született Hawaii fővárosában, Honoluluban, Coni (született Lemke) fotós és Joseph Momoa festő egyetlen gyermekeként. Édesapja hawaii őslakos, míg édesanyja német, ír és pawnee-i felmenőkkel rendelkezik. Nem sokkal születése után szülei elváltak, és édesanyjával az iowai Norwalkba költöztek, ahol felnevelkedett. A Norwalk High Schoolban végzett, ahol Brandon Routh mellett az iskola futballcsapatának tagja volt. Momoa a Mānoa-i Hawaii Egyetemre járt. 1999-ben megnyerte a Hawai'i Model of the Year (szabad fordításban: az „Év Hawaii Modellje”) versenyt, és a Miss Teen Hawai'i verseny házigazdájának kérték.
Tizenéves korában Momoa sziklamászó és boulderer lett, amikor édesanyja elvitte a Custer State Parkba, ahol a Sylvan Lake és a dél-dakotai Needles található.

## Pályafutása

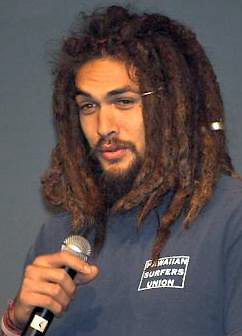
A Csillagkapu: Atlantisz forgatásán 2006-ban

19 évesen, miközben Honoluluban élt és dolgozott, Momoa úgy döntött, hogy meghallgatáson vesz részt, és végül megkapta első szerepét a Baywatch Hawaii (1999-2001) című televíziós sorozatban, mint Jason Ioane. A 2004-2005-ös Fox Tiszta Hawaii drámasorozat főszereplője volt Frankie szerepében.
2004-ben a Defektes derbiben volt látható kisebb szerepben. 2005 és 2009 között Ronon Dex szerepében tűnt fel a Csillagkapu: Atlantisz című sorozatban, amelyhez harcművészetet is tanult.
2009-ben a The Game (2009) vígjáték-drámasorozat négy epizódjában Roman szerepét kapta meg. Ő alakította a címszereplő Conant a Conan, a barbár (2011), 1982-es azonos című film feldolgozásában, amelyet Arnold Schwarzenegger tett közismertté. Momoa az HBO Trónok harca című sorozatában Khal Drogo szerepével szerzett hírnevet. A szerepre való meghallgatásán egy Hakát adott elő, amely egyike a sok megfélemlítő māori táncnak, amit hagyományosan arra használnak, hogy kihívást fejezzenek ki egy ellenfélnek, vagy üdvözöljék a látogatókat.
Jonathan Hirschbein és Robert Homer Mollohan írókkal közösen rendezte és írta a Vadcsapáson (2014) című amerikai drámai thrillerfilmet, amelyben Sarah Shahi, Lisa Bonet, Michael Raymond-James és Wes Studi mellett tűnt fel. A projektet 2014 áprilisában mutatták be a 2014-es Sarasota Filmfesztiválon. 2014. július 15-én került korlátozott számú mozikba New Yorkban és Los Angelesben, valamint Video on Demand kiadásban.
2014 márciusában Cary Elwes és Haley Webb oldalán csatlakozott a Sugar Mountain című thrillerhez; a forgatási munkálatokat Alaszkában végezték. A SundanceTV The Red Road című drámasorozatában (2014-2015) Phillip Kopust, egy Ramapough-hegyi indián szerepét játszotta.
2014 júniusában jelentették be, hogy Momoa megkapta Arthur Curry / Aquaman szerepét, miután meghallgatást tartottak Bruce Wayne / Batman szerepére. Először a Batman Superman ellen – Az igazság hajnala című szuperhősfilmben játszotta el a karaktert, ami Aquaman élőszereplős filmes debütálása volt. Főszereplőként a 2017-es Zack Snyder Az Igazság Ligája és annak rendezői változatában volt látható. Ezután feltűnt az Aquaman szólófilmben, amely 2018 végén került a mozikba. Ezt a szerepet A Lego-kaland 2. animációs filmben is eljátszotta.

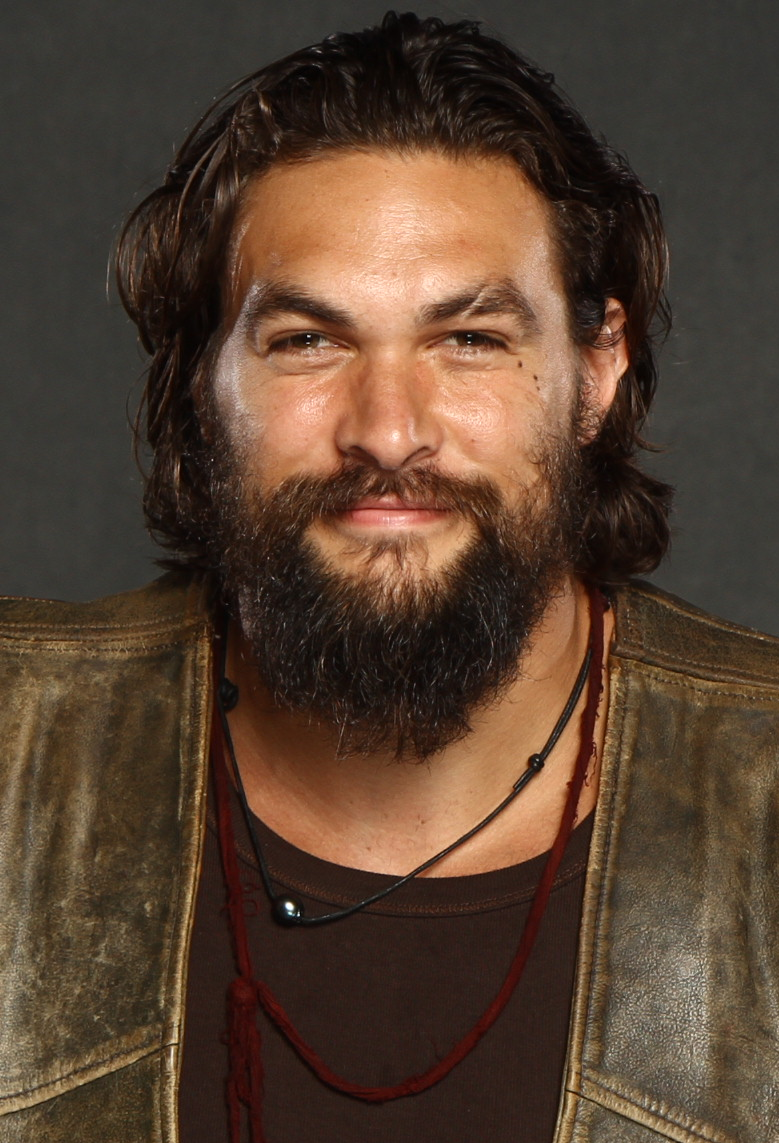
A 2014-es Supercon-on

2014 augusztusában Connort alakította a Farkasok című kanadai horror-akciófilmben, és szerepelt a Debug sci-fi horrorfilmben; Momoa egykori Csillagkapu: Atlantisz társa, a brit származású kanadai színész, David Hewlett írta és rendezte. 2015 februárjában bejelentették, hogy egy kannibált fog alakítani a The Bad Batch című filmben. 2015-ben főszerepet a Braven című kanadai akciófilmben, amelyet 2018. február 2-án mutattak be.
2017 márciusában kiderült, hogy Momoa fogja alakítani Rico Rodriguezt a Just Cause hivatalos filmsorozatában.
2016 és 2018 között Declan Harpot alakította Az északi határvidék kanadai történelmi drámasorozat mindhárom évadában, amelyben vezető producer is volt.
2018 júliusában szerepet kapott az Apple See poszt-apokaliptikus drámasorozatában.
2019 februárjában Duncan Idahót formálta meg Denis Villeneuve Dűne című filmjében.
2020 februárjában megjelent a Rocket Mortgage félidei reklámjában a Super Bowl LIV alkalmából. Ozzy Osbourne „Scary Little Green Men” című dalában (Ordinary Man album) is szerepelt.
2022 januárjában jelentették be, hogy Momoa csatlakozott a Halálos iramban-filmsorozat tizedik részének szereplőgárdájához, a Halálos iramban 10.-hez, mint főgonosz Dante Reyes, Hernan Reyes (Joaquim de Almeida) fia, akit Luke Hobbs (Dwayne Johnson) ölt meg a Halálos iramban: Ötödik sebességben.
2024 júniusában szerepet kapott a közelgő Carnival: At the End of Days című vígjátékban.
2024 decemberében bejelentették, Lobót fogja alakítja a DC-univerzum Supergirl című filmjében, amelyet a tervek szerint 2026. június 26-án mutatnak be.
2025 májusában megkapta Blanka szerepét a Street Fighter reboot filmben.

## Magánélete

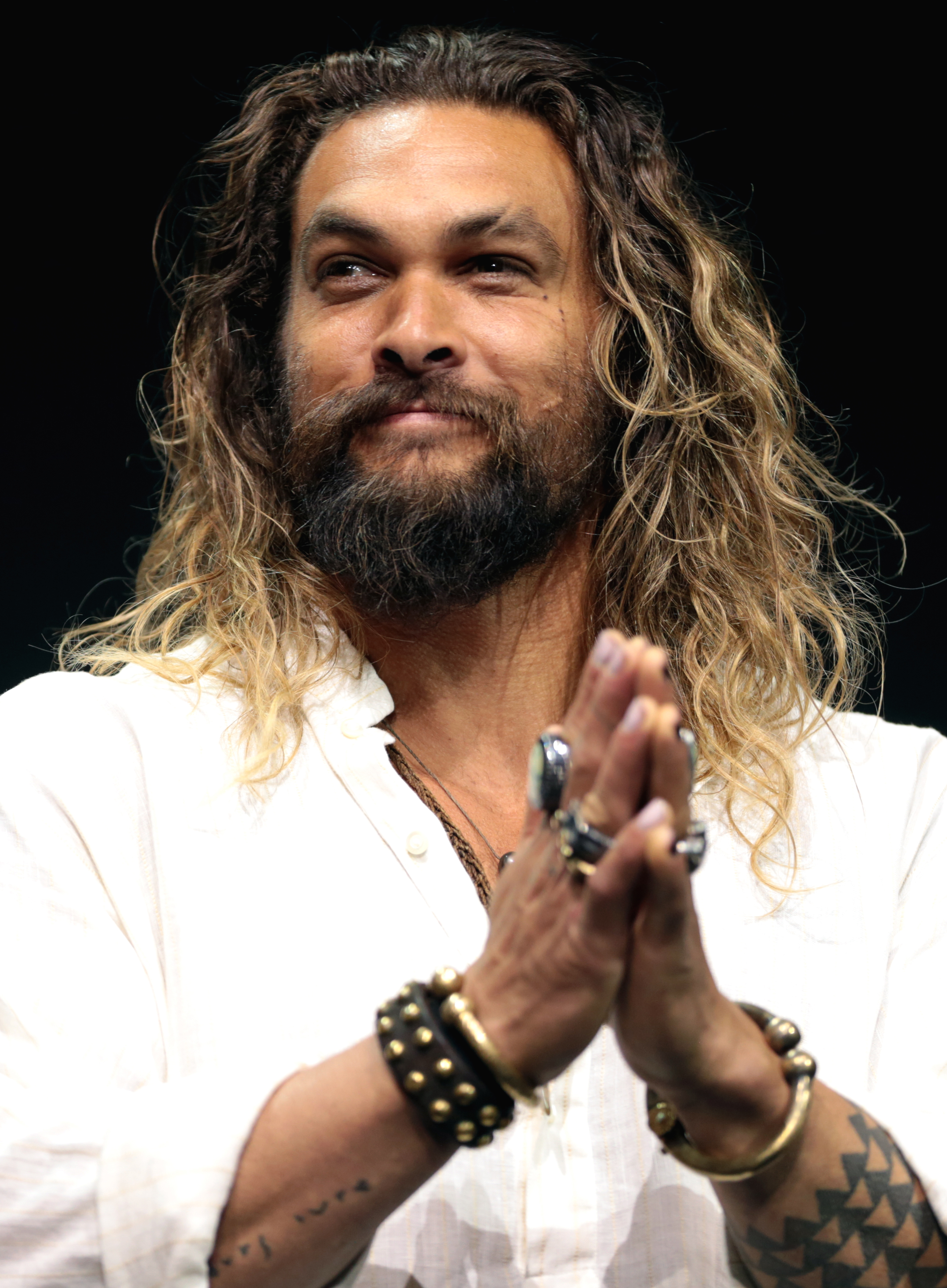
2017 júliusában

Momoa 1999-ben, a Baywatch Hawaii forgatásán ismerkedett meg első menyasszonyával, Simmone Jade Mackinnon ausztrál színésznővel. Hat évig voltak együtt, és 2004-ben eljegyezték egymást. Mackinnon és Momoa felbontották eljegyzésüket, miután a férfi 2005-ben kapcsolatot kezdett Lisa Bonet színésznővel.
Bár korábban azt hitték, Momoa és Bonet 2007. november 15-én összeházasodott, végül a pár csak 2017 októberében kelt egybe. Lánya, Lola Iolani 2007 júliusában született, fia, Nakoa-Wolf Manakauapo Namakaeha pedig 2008 decemberében. 2022 januárjában Momoa és Bonet bejelentették különválásukat. 2024 januárjában Bonet kibékíthetetlen ellentétekre hivatkozva beadta a válókeresetet, és a válás dátumaként 2020. október 7-ét jelölte meg. 2024. július 9-én véglegesítették a válást. 2024-től Momoa párkapcsolatban él Adria Arjona színésznővel.
2017-ben elkezdett brazil dzsúdzsucut gyakorolni.
2019-ben részt vett a harminc méteres teleszkóp építése elleni tiltakozásokban a Mauna Keán, a hawaii őslakosok szent spirituális helyén.
Momoa számos tetoválást visel, köztük egy fél ujjat a bal alkarján, amely a családja istene, az aumakua előtt tiszteleg.

### Sebhely az arcán
2008. november 15-én Momoát egy törött söröspohárral vágták arcon egy veszekedés során a kaliforniai Los Angelesben található Birds Cafe kocsmában. A helyreállító műtéten körülbelül 140 öltést kapott, és a bal szemöldökén áthaladó heg jól látható a későbbi munkáin. A támadót öt év börtönre ítélték a tettéért.

## Filmográfia

### Film
| Év   | Magyar cím                                 | Eredeti cím                        | Szerep                          | Magyar hang  | Rendező              |
| ---- | ------------------------------------------ | ---------------------------------- | ------------------------------- | ------------ | -------------------- |
| 2004 | Defektes derbi                             | Johnson Family Vacation            | Navarro                         | Barát Attila | Christopher Erskin   |
| 2007 |                                            | Pipeline                           | Kai                             |              | Jordan Alan          |
| 2011 | Conan, a barbár                            | Conan the Barbarian                | Conan, a barbár                 | Varga Gábor  | Marcus Nispel        |
| 2012 | Fejlövés                                   | Bullet to the Head                 | Keegan                          | Varga Rókus  | Walter Hill          |
| 2014 | Vadcsapáson                                | Road to Paloma                     | Robert Wolf                     | Varga Gábor  | Jason Momoa          |
| 2014 |                                            | Debug                              | Ian                             |              | David Hewlett        |
| 2014 | Farkasok                                   | Wolves                             | Connor                          | Varga Gábor  | David Hayter         |
| 2016 | Batman Superman ellen – Az igazság hajnala | Batman v Superman: Dawn of Justice | Arthur Curry / Aquaman (cameo)  | Varga Rókus  | Zack Snyder          |
| 2016 |                                            | The Bad Batch                      | Miami férfi                     |              | Ana Lily Amirpour    |
| 2016 |                                            | Sugar Mountain                     | Joe Bright                      |              | Richard Gray         |
| 2017 | Volt egyszer egy Venice                    | Unce Upon a Time in Venice         | Spyder                          | Varga Rókus  | Mark és Robb Cullen  |
| 2017 | Az Igazság Ligája                          | Justice League                     | Arthur Curry / Aquaman          | Varga Rókus  | Zack Snyder (2)      |
| 2018 | Braven                                     | Braven                             | Joe Braven                      | Varga Rókus  | Lin Oeding           |
| 2018 | Aquaman                                    | Aquaman                            | Arthur Curry / Aquaman          | Varga Rókus  | James Wan            |
| 2019 | A Lego-kaland 2.                           | The Lego Movie 2: The Second Part  | Arthur Curry / Aquaman (hangja) | Varga Rókus  | Mike Mitchell        |
| 2021 | Zack Snyder: Az Igazság Ligája             | Zack Snyder's Justice League       | Arthur Curry / Aquaman          | Varga Rókus  | Zack Snyder (3)      |
| 2021 | Édes kislányom                             | Sweet Girl                         | Raymond „Ray” Cooper            | Varga Gábor  | Brian Andrew Mendoza |
| 2021 | Dűne                                       | Dune                               | Duncan Idaho                    | Varga Rókus  | Denis Villeneuve     |
| 2022 | Álomország                                 | Slumberland                        | Flip                            | Varga Rókus  | Francis Lawrence     |
| 2022 | Az utolsó embervadászat                    | The Last Manhunt                   | Big Jim                         | Varga Rókus  | Christian Camargo    |
| 2023 | Halálos iramban 10.                        | Fast X                             | Dante Reyes                     | Varga Rókus  | Louis Leterrier      |
| 2023 | Flash – A Villám                           | Flash                              | Arthur Curry / Aquaman          | Varga Rókus  | Andy Muschietti      |
| 2023 | Aquaman és az elveszett királyság          | Aquaman and the Lost Kingdom       | Arthur Curry / Aquaman          | Varga Rókus  | James Wan (2)        |
| 2024 | A kaszkadőr                                | The Fall Guy                       | Ryder 2.0 (cameo)               | Varga Rókus  | David Leitch         |
| 2025 | Egy Minecraft film                         | A Minecraft Movie                  | Garrett "Guberáló" Garrison     | Varga Rókus  | Jared Hess           |

### Televízió
| Év        | Magyar cím                 | Eredeti cím                 | Szerep                 | Megjegyzések                                                |
| --------- | -------------------------- | --------------------------- | ---------------------- | ----------------------------------------------------------- |
| 1999–2001 | Baywatch Hawaii            | Baywatch                    | Jason Ioane            | 38 epizód                                                   |
| 2003      | Baywatch – Hawaii házasság | Baywatch – Hawaiian Wedding | Jason Ioane            | - tévéfilm - magyar hangja: - Varga Rókus                   |
| 2003      | Lily hazatér               | Tempted                     | Kala                   | - tévéfilm - magyar hangja: - Weil Róbert - Dányi Krisztián |
| 2004–2005 | Tiszta Hawaii              | North Shore                 | Frankie Seau           | 21 epizód                                                   |
| 2005–2009 | Csillagkapu: Atlantisz     | Stargate – Atlantis         | Ronon Dex              | 73 epizód                                                   |
| 2009      |                            | The Game                    | Roman                  | 4 epizód                                                    |
| 2011–2012 | Trónok harca               | Game of Thrones             | Khal Drogo             | - 11 epizód - magyar hangja: - Galambos Péter               |
| 2014–2015 |                            | The Red Road                | Phillip Kopus          | 12 epizód                                                   |
| 2014–2015 | Tömény történelem          | Drunk History               | több szereplő          | 2 epizód                                                    |
| 2016–2018 | Az északi határvidék       | Frontier                    | Declan Harp            | - 18 epizód - vezető producer                               |
| 2018      | Saturday Night Live        | Saturday Night Live         | önmaga (házigazda)     | 1 epizód                                                    |
| 2019      | A Simpson család           | The Simpsons                | önmaga (hangja)        | 1 epizód                                                    |
| 2019–2022 | See                        | See                         | Baba Voss              | főszereplő                                                  |
| 2022      | Peacemaker – Békeharcos    | Peacemaker                  | Arthur Curry / Aquaman | 1 epizód                                                    |